# Empecta
Empecta är ett släkte av skalbaggar. Empecta ingår i familjen Melolonthidae.

## Dottertaxa tillEmpecta, i alfabetisk ordning[1]
- Empecta alba
- Empecta albosparsa
- Empecta ardoini
- Empecta atomaria
- Empecta betaminea
- Empecta cambouei
- Empecta concolor
- Empecta cuprea
- Empecta densaticollis
- Empecta densevestita
- Empecta dewaillyi
- Empecta fasciata
- Empecta gracilis
- Empecta grossepunctata
- Empecta inaequalis
- Empecta maculipennis
- Empecta marmorea
- Empecta micheli
- Empecta mixta
- Empecta obsoleta
- Empecta perroti
- Empecta pexicollis
- Empecta piligera
- Empecta raffrayi
- Empecta scutata
- Empecta semicribrosa
- Empecta semirufa
- Empecta sicardi
- Empecta sogai
- Empecta squamifera
- Empecta subcostata
- Empecta vadoni
- Empecta villosella